# Rhododendron rhodostomum
Rhododendron rhodostomum är en ljungväxtart som beskrevs av Herman Otto Sleumer. Rhododendron rhodostomum ingår i släktet rododendron, och familjen ljungväxter. Inga underarter finns listade i Catalogue of Life.